# Папська комісія Ecclesia Dei
Папська комісія Ecclesia Dei (лат. Pontificia Commissio Ecclesia Dei) — одна з дикастерій Римської курії. Заснував комісію Папа Римський Іван Павло ІІ motu proprio Ecclesia Dei від 2 червня 1988 року для турботи про тих колишніх послідовників архієпископа Марселя Лефевра, які розірвали з ним після того, як він висвятив чотирьох священиків із свого Священицького братства святого Пія Х в єпископи 30 червня 1988 року - акту, який Святий Престол не визнав і вважав незаконним і розкольницьким.
Комісія має додаткові задачі: спробу повернути до повного спілкування зі Святим Престолом тих католиків-традиціоналістів, котрі перебувають у стані розділення тих, для кого Священницьке Братство Святого Пія X (SSPX) є передовим, і для допомого в задоволенні прагнення людей, не пов'язаних із будь-якою з цих двох груп, що бажають бачити дійсною літургію римського обряду в варіанті до 1970 року.
Папа Бенедикт XVI дав додаткові функції Комісії по 7 липня 2007 року та на 8 липня 2009 року він зробив префектом Конгрегації Доктрини Віри в за посадою голови Комісії. Папа Франциск розформував Комісію і об'єднав свої обов'язки в Конгрегацію доктрини віри 17 січня 2019 року, рішення було оприлюднено 19 січня.

## Керівництво Папської Комісії Ecclesia Dei
- Голова Папської Комісії Ecclesia Dei — архієпископ Герхард Людвіг Мюллер.
  - Заступник голови Папської Комісії Ecclesia Dei — архієпископ Джозеф Ді Нойя, OP.
    - Секретар Папської Комісії Ecclesia Dei — вакансія.

## Кардинали — голови Папської Комісії Ecclesia Dei
- Пауль Майер, O.S.B. (2 липня 1988 — 1 липня 1991);
- Антоніо Інноченті (1 липня 1991 — 16 грудня 1995);
- Анджело Фелічі (16 грудня 1995 — 13 квітня 2000);
- Даріо Кастрільон Ойос (14 квітня 2000 — 8 липня 2009);
- Вільям Левада (8 липня 2009 — 2 липня 2012);
- Герхард Людвіг Мюллер (2 липня 2012 — дотепер).